# 대한민국의 출판사 목록
다음은 대한민국의 출판사 목록이다.

## 목록

### 종합 출판사
어느 한 분야에 특화되지 않고 여러 분야를 종합적으로 다루는 출판사를 분류한다.
- 시공사
- 위즈덤하우스
- 창비
- 북이십일
- 다산북스
- 알에이치코리아 - 구 랜덤하우스
- 쌤앤파커스
- 영림카디널
- 내 인생의 책
- 바람의아이들
- 스타북스

### 문학 출판사
- 김영사
- 문학수첩
- 민음사
- 밝은 세상
- 범우사
- 문학과 지성사
- 문학동네
- 사회평론
- 자음과 모음
- 중앙M&B
- 창작과비평사
- 한길사
- 은유출판
- 열린책들

### 사회과학 출판사
- 학지사 (심리학, 아동학)
- 박영사 (법학, 경제학)
- 안그라픽스 (디자인)

### 실용서적 출판사
- 길벗(컴퓨터,언어)
- 제이펍(컴퓨터, 취미, 실용)
- 다락원(외국어)
- 평단문화사
- 정보문화사(컴퓨터)
- 영진닷컴(컴퓨터)
- 성안당
- 박문각
- 넥서스북
- 리스컴

### 종교서적 출판사
- 가톨릭 출판사
- 대한기독교서회
- 한국장로교출판사
- 아가페출판사
- 분도출판사
- 살림출판사
- 평단문화사

### 아동 출판사
- 창비
- 비룡소
- 국민서관
- 웅진씽크빅
- 계림북스
- 계몽사

## 같이 보기
- 출판사
- 한국 문학